# 麥高偉
麥高偉（Mike McConville）教授是法律社會學學者，為香港中文大學法律學院創院院長。於2011年8月1日院長任期屆滿後繼續擔任法律學講座教授。

## 經歷
- 香港香港中文大學
  - 01/08/2011起 - 法律學院法律學講座教授
  - 2008至31/07/2011 - 法律學院院長
  - 2004至2008 - 法律學部主任

- 英國華威大學
  - 2001至2004 - （借調）香港城市大學法律學院院長
  - 1993至2001 - 法學院主席
  - 1989至2005 - 法學教授
  - 1988至1997 - 法律研究所所長
  - 1988至1989 - 法學助教授

- 美國紐約大學
  - 1984至1985 - Walter E Meyer講座教授

- 英國伯明翰大學
  - 1983至1987 - 法學高級講師
  - 1981至1984 - 高級導師

## 學歷
- 英國倫敦大學法學士
- 英國諾丁漢大學哲學博士

## 著作
- Criminal Justice in China : An Empirical Inquiry (2011) ISBN 9780857931900

## 涉嫌種族歧視事件
麥高偉擁有豐富回應種族歧視指控經驗，曾兩次被指種族歧視，其中於華威大學任職時更被控告(ref: http://www.employmentappeals.gov.uk/Public/Upload/UKEAT1223022742004.doc （页面存档备份，存于） )，另於香港城市大學擔任院長時亦曾因種族歧視而轟動一時。

## 連結
- 麥高偉教授的個人網站
- 麥高偉教授在香港中文大學法律學院的個人網頁
- 香港中文大學法律學院（页面存档备份，存于）